# 歌川貞升

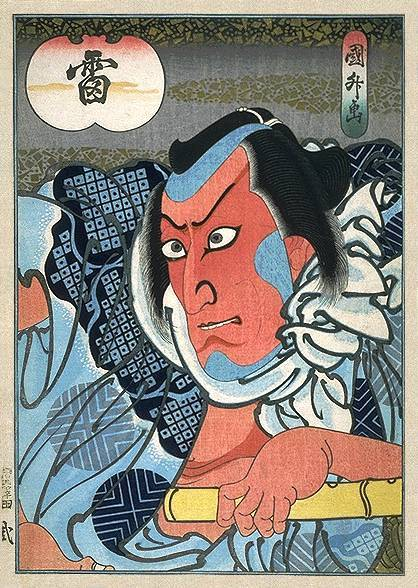
『男作五雁金』（おとこだていつつかりがね）を演じる五代目市川海老蔵 。国升（貞升）画。

歌川 貞升（うたがわ さだます、生没年不詳）とは、江戸時代の大坂の浮世絵師。

## 来歴
初代歌川国貞の門人。姓は三谷。五蝶亭、五蝶斎、一樹園と号す。大坂船場の素封家であった。はじめは貞升と称し、国貞が三代目歌川豊国を襲名した後、国升と改名した。天保から嘉永にかけて歌川派風の役者絵や風景画、肉筆画などを描き、殊に天保期に描かれた版画は少なくない。花枝房（立川）圓馬作の落語の読み本『落噺千里藪』 に上方落語の噺家を集合した似顔を載せている。
晩年は四条派の画風に転向した。貞升は肉筆画においても相当優れた手腕を発揮しており、歌川派風の役者絵、肉筆画を大坂に広めた功労者の一人にあげられる。門人も多く長谷川貞信、哲斎信勝、歌川貞芳、歌川貞丸、貞雪、貞勝らがいる。

## 主な作品
版画
- 「浪花天保山風景」大判錦絵4枚続、1833年（天保4年）ごろ
- 「源牛若丸・三代目中村芝翫　弁けい・四代目中村歌右衛門」大判錦絵2枚続、1837年（天保8年9月）、中の芝居『鬼一法眼三略巻』より
- 「由良之助・勘平・定九郎　四代目中村歌右衛門」大判錦絵3枚続、1838年（天保9年正月）、中の芝居『仮名手本忠臣蔵』より
- 「鉄ケ嶽陀左衛門 片岡市蔵」大判錦絵2枚続・竪、『関取千両幟』（せきとり せんりょうのぼり）より。五蝶亭貞升の落款、1842年12月。東京都立図書館データベース[1]。

巻子本
- 「七世団十郎諸芸図巻」絹本着色、巻子本1巻。天保年間、ボストン美術館所蔵。20場面を描く。

版本
- 岡山鳥『的中新話』渓斎英泉、歌川貞升（画）、河内屋直助、1832年（天保3年）。全3巻（上中下）。別題『楊弓』。NCID BB07116944。
- 花枝房円馬『落噺千里藪』（おとしばなし せんりのやぶ）、月亭生瀬（校閲）、河内屋茂兵衞（出版）、河内屋藤兵衞（販売）ほか。　上方落語に取材した絵入りの読み物。全5巻[注釈 5]